# ポニャトフスキ家

ポニャトフスキ家の牛の紋章

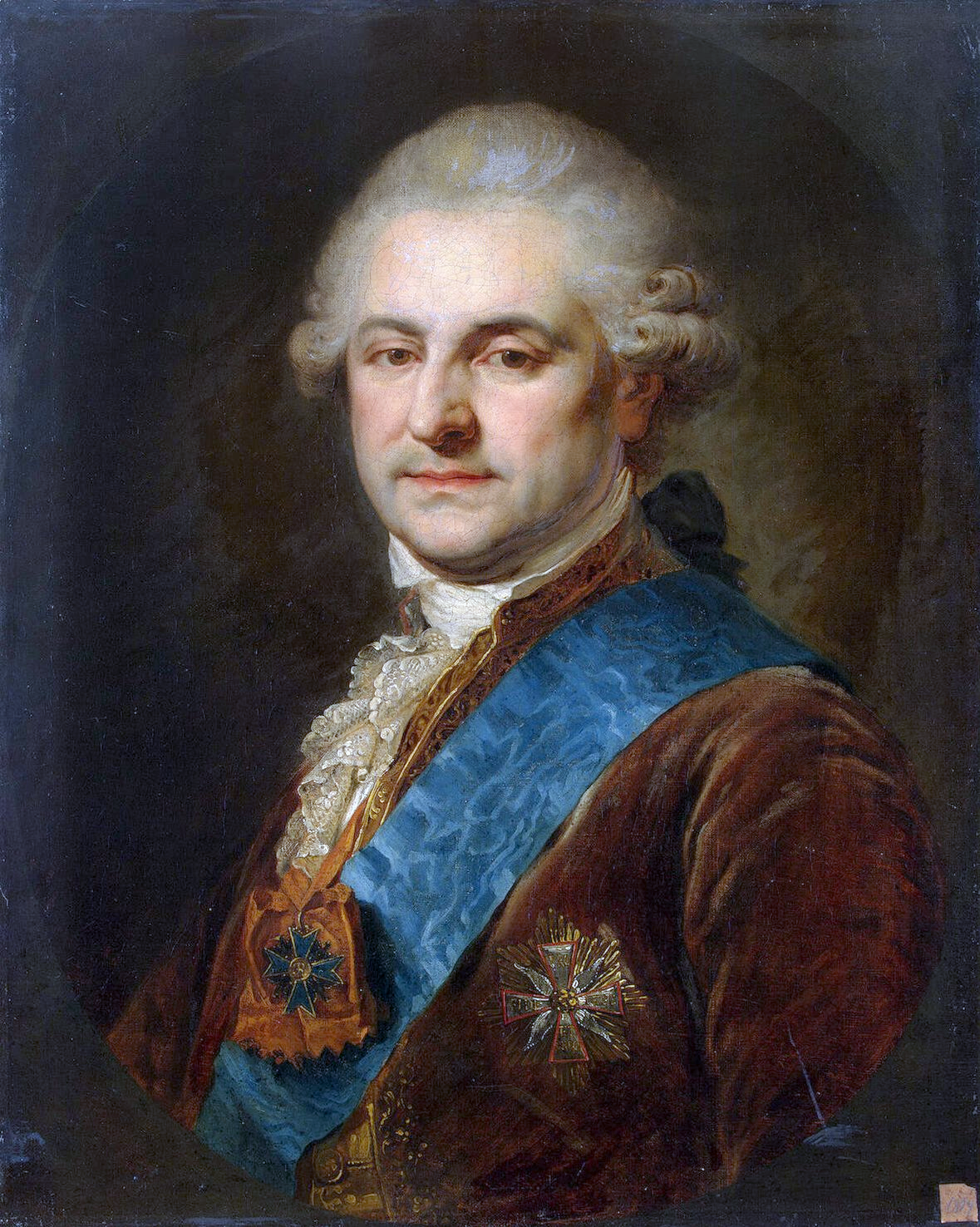
スタニスワフ・アウグスト・ポニャトフスキ

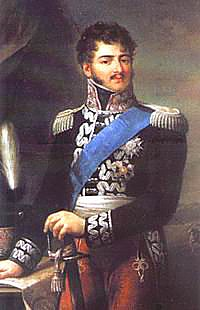
ユゼフ・アントニ・ポニャトフスキ

ポニャトフスキ家（波: Poniatowscy （ポニャトフスツィ。男性形ポニャトフスキ Poniatowski （女性親族はポニャトフスカ Poniatowska）の複数形だが、男女を共に包括する）は、ポーランド貴族（シュラフタ）の家系。中流シュラフタ（ジェントリ階級に相当）から身を起こし、元老院議員や国王を輩出して、18世紀から19世紀のポーランド史に重要な役割を果たした。

## 概要
一族に関する記録は15世紀中葉の1446年頃まで遡ることができ、ルブリンから西に40kmのポニャトーヴァ（Poniatowa）の住人であったことが判っている。家名は同地に由来する。ポニャトーヴァには幾つかに枝分かれしたポニャトフスキ家の人々の住居があった。また、ポニャトフスキ家はイタリア貴族と血縁関係にあると主張してきた。イタリアの貴族トレッリ家の一員ジュゼッペ・サリングエッラ（伊: Giuseppe Salinguerra）という人物が、17世紀半ばにポーランドに移住し、アルブリフト・ポニャトフスキ（Albrycht Poniatowski）とアンナ・レシチニスカ（Anna Leszczyńska）との間に生まれた娘と結婚してポニャトフスキの名を引き継いだというのである。現代の歴史家たちはこの言い伝えの信憑性には疑問を抱いている。とりわけ18世紀のポーランド貴族達の間では、イタリアに縁者を持つことがもてはやされていたためである。
1764年9月7日、ヴォーラで一族の一人スタニスワフ・ポニャトフスキが、国王自由選挙で国王に選ばれた。これに伴い、同年の戴冠議会でポニャトフスキ家は公の称号を授与された。現在、ポニャトフスキ家の人々はポーランド、アメリカ合衆国などの諸国に在住している。また、フランス、パリ近郊のコミューンであるリラダン（L'Isle-Adam）では、ミシェル・ポニャトフスキ（Michel Poniatowski）以来、子・孫の3代にわたってポニャトフスキ家出身者が市長を務めている（1971年～、2018年12月現在）。

## 主要な人物
- スタニスワフ・ポニャトフスキ（1676年 - 1762年）…リトアニア財務長官
- カジミェシュ・ポニャトフスキ（1721年 - 1800年）…将軍、ポーランド大蔵官
- イザベラ・ポニャトフスカ（1730年 - 1801年）…ヤン・クレメンス・ブラニツキの妻、サロンの花形
- スタニスワフ・アウグスト・ポニャトフスキ（1732年 - 1798年）…ポーランド・リトアニア共和国の国王
- アンジェイ・ポニャトフスキ（1735年 - 1773年）…将軍、オーストリア元帥
- ミハウ・イェジー・ポニャトフスキ（1736年 - 1794年）ポーランド首座大司教
- スタニスワフ・ポニャトフスキ（1754年 – 1833年）…リトアニア財務長官
- ユゼフ・アントニ・ポニャトフスキ（1763年 - 1813年）…将軍、フランス帝国元帥
- ユゼフ・ミハウ・ポニャトフスキ（1816年 - 1873年）…トスカーナ大公国全権大使、フランス帝国元老院議員、作曲家、歌手
- ミシェル・ポニャトフスキ（1922年 - 2002年）…フランスの政治家
- エレナ・ポニャトフスカ（1932年 - ）…メキシコのジャーナリスト、作家、教授